# Placówka Straży Granicznej w Czarnej Górnej
Placówka Straży Granicznej w Czarnej Górnej – graniczna jednostka organizacyjna Straży Granicznej realizująca zadania w ochronie granicy państwowej z Ukrainą (zewnętrznej granicy Unii Europejskiej).

## Formowanie i zmiany organizacyjne
Placówka Straży Granicznej w Czarnej Górnej (PSG w Czarnej Górnej) z siedzibą w Czarnej Górnej, została utworzona 24 sierpnia 2005 Ustawą z 22 kwietnia 2005 O zmianie ustawy o Straży Granicznej..., w strukturach Bieszczadzkiego Oddziału Straży Granicznej w Przemyślu z przemianowania dotychczas funkcjonującej Strażnicy Straży Granicznej w Czarnej Górnej (Strażnica SG w Czarnej Górnej). Znacznie rozszerzono także uprawnienia komendantów, m.in. w zakresie działań podejmowanych wobec cudzoziemców przebywających na terytorium RP.
25 listopada 2005 nastąpiło zakończenie służby w Straży Granicznej funkcjonariuszy służby kandydackiej i przejście Straży Granicznej na system służby zawodowej.
W 2023, Placówka Straży Granicznej w Czarnej Górnej miała status placówki SG kategorii III.

## Ochrona granicy
W ramach Systemu Wież Obserwacyjnych Straży Granicznej (SWO SG), do ochrony powierzonego odcinka granicy państwowej placówka wykorzystuje wieżę obserwacyjną w miejscowości Bystre z lokalnym ośrodkiem nadzoru w placówce SG w Czarnej Górnej.
Do ochrony granicy państwowej w placówce wykorzystywane są konie służbowe jako patrole konne.

## Terytorialny zasięg działania
Placówka SG w Czarnej Górnej ochrania odcinek polsko-ukraińskiej granicy państwowej o długości ok. 15 km.
Stan z 30 maja 2018
- Od znaku granicznego nr 376 do północnego brzegu rzeki San.
- W strefie nadgranicznej linia rozgraniczenia z placówką Straży Granicznej w:

1. Krościenku: włączony znak graniczny nr 376, dalej granicą gmin Ustrzyki Dolne i Czarna oraz gmin Czarna i Solina[e].
2. Stuposianach: północny brzeg rzeki San, góra Trohaniec, góra Hulskie, dalej granicą gmin Czarna i Lutowiska[f].
3. Wetlinie: granicą gmin Czarna i Cisna[f].

Stan z 1 sierpnia 2011
- Od znaku granicznego nr 376 do znaku granicznego nr 351.
- W strefie nadgranicznej linia rozgraniczenia z placówką Straży Granicznej w:

1. Krościenku: włącznie znak graniczny nr 376, dalej granicą gmin Ustrzyki Dolne oraz Czarna.
2. Stuposianach: wyłącznie znak graniczny nr 351, góra Trohaniec, góra Hulskie, dalej granicą gmin Czarna oraz Lutowiska.
3. Wetlinie: granicą gmin Czarna oraz Cisna i Solina.

## Placówki sąsiednie
- Placówka SG w Krościenku ⇔ Placówka SG w Stuposianach, Placówka SG w Wetlinie – 01.08.2011[g].

## Komendanci placówki
- mjr SG Piotr Mielcarek (2015–5.02.2021)[8]
- mjr SG Waldemar Bochnak (był w 2021[9]–był w 2023[5]).